# Stazione di San Lorenzo
La stazione di San Lorenzo (in tedesco Bahnhof St. Lorenzen) è una fermata ferroviaria posta sulla linea Fortezza-San Candido. Serve il centro abitato di San Lorenzo di Sebato.

## Storia
La fermata di San Lorenzo venne ri-attivata l'11 dicembre 2008, in sostituzione della precedente fermata posta qualche centinaio di metri più avanti in direzione San Candido e il cui fabbricato viaggiatori è ancora visibile percorrendo la SP 12.

## Servizi
La stazione dispone di:
- Biglietteria automatica

## Interscambi
Adiacente alla stazione è presente una fermata delle autolinee interurbane.
- Fermata autobus